# Thomas Audley, I barone Audley di Walden
Thomas Audley, I barone Audley (Earls Colne, 1488 circa – Saffron Walden, 30 aprile 1544), avvocato e giudice fu Lord cancelliere dal 1533 al 1544.

## La vita

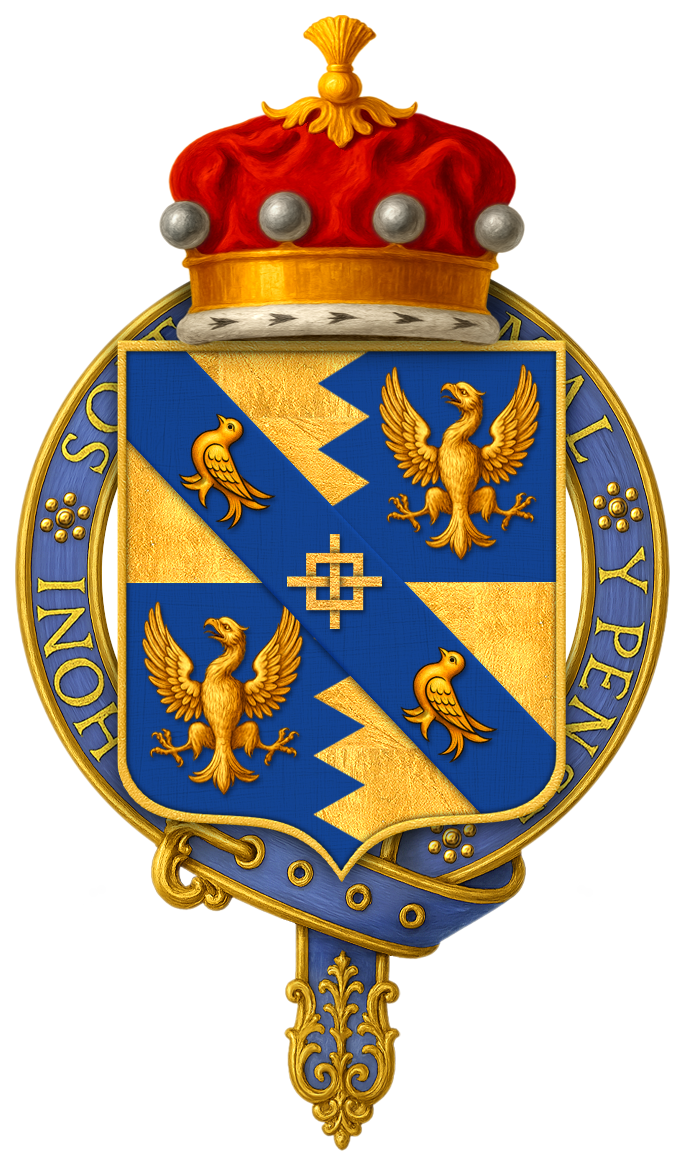
Stemma di Sir Thomas Audley, I Barone Audley di Walden

Thomas Audley nacque attorno al 1488 ad Earls Colne, nell'Essex da Geoffrey Audley e si crede che abbia studiato presso il Buckingham College, a Cambridge, compiuti gli studi di legge entrò al Middle Temple, esercitò come cancelliere di tribunale a Colchester e nel 1521 era Giudice di pace nella contea dell'Essex.
Nel 1523 Thomas venne chiamato a rappresentare la propria contea in parlamento e nel 1527 entrò nella corte inglese e più precisamente a quella del cardinale Thomas Wolsey. Quando questi cadde nel 1529 Thomas non lo seguì, anzi venne nominato Cancelliere del Ducato di Lancaster e, nello stesso anno, fu nominato Speaker per la Camera dei comuni presiedendo le assemblee che dovevano legiferare sulla Riforma del parlamento inglese che avrebbe condotto all'abolizione dell'autorità papale in Inghilterra. Sempre in quell'anno Thomas fu a capo di una delegazione dei membri della propria camera che andarono da Enrico VIII d'Inghilterra per lamentarsi dei discorsi di John Fisher espressi contro i loro procedimenti. Nel divorzio fra il re e la moglie Caterina d'Aragona Thomas espresse le riserve morali del re su di esso e si fece strumento per l'attacco alla chiesa che portò alla compilazione dell'Atto di Supremazia.
Nel 1531 Thomas divenne Serjeant-at-law (un avvocato di ordine superiore) e nel 1533 sostituì Tommaso Moro quale custode del sigillo reale divenendo anche Lord cancelliere il 26 gennaio dello stesso anno. Egli supportò il re nel divorzio da Caterina e nelle sue intenzioni di sposare in seconde nozze Anna Bolena e nel 1535 presiedette al processo che portò alla morte di Moro e di Fisher per il loro rifiuto di firmare l'Atto di successione che decretava illegittimi i figli nati dal matrimonio fra Enrico e Caterina.
L'anno dopo Thomas presiedette al processo per adulterio che portò alla morte Anna Bolena e alcuni uomini definiti suoi amanti, dopo la sua morte, di cui Thomas fu testimone, raccomandò un nuovo atto di successione che rendesse illegittimi i figli nati dai primi due matrimoni e legittimi solo quelli che sarebbero nati dalla terza moglie, Jane Seymour.
Nel 1537 Thomas venne chiamato a giudicare, e condannare, i partecipanti al Pellegrinaggio di Grazia, il 29 novembre 1538 fu nominato Barone Audley di Walden e nello stesso presiedette al processo contro Henry Pole, Lord Montague (1492circa-9 gennaio 1539) ed Henry Courtenay, I marchese di Exeter entrambi accusati di tradimento ai danni del re e giustiziati. Nel 1539, nonostante egli stesso fosse incline al luteranesimo, si impegnò per far passare i Sei articoli che ribadivano la conformità della chiesa inglese ad alcuni concetti cardine della chiesa cattolica.
Il 24 aprile 1540 Thomas divenne membro dell'Ordine della Giarrettiera e poco dopo confiscò i beni a Thomas Cromwell, I conte di Essex, a dispetto della propria precedente alleanza con Cromwell, e si occupò di disfare il quarto matrimonio del re con Anna di Clèves.
Con l'avanzare della Dissoluzione dei monasteri in Inghilterra egli ricevette un certo numero di proprietà, il priorato di Holy Trinity, presso Londra, l'abbazia di Walden a Saffron Walden dove suo nipote Thomas Howard, I conte di Suffolk costruì l'Audley End House. Nel 1542 si fece mecenate della propria vecchia scuola e dopo averla "ristrutturata" venne ribattezzata con il nome di Magdalene College.
Thomas morì il 30 aprile 1544.

## I matrimoni e i figli
Thomas sposò in prime nozze Christina (o Margaret) Barnardiston di Kedington, nel Suffolk, i due non ebbero figli.
In seconde nozze egli si sposò con Elizabeth Grey, figlia di Thomas Grey, II marchese di Dorset, da cui ebbe almeno due figlie, una di esse, Margaret, sposò Thomas Howard, IV duca di Norfolk.